# The Lexicon of Love
The Lexicon of Love ist das Debütalbum der britischen New-Wave-Band ABC. Es wurde am 25. Juni 1982 veröffentlicht und erreichte die Chartspitze in Großbritannien und Platz 24 in den amerikanischen Billboard 200. Bei der Produktion des Albums arbeiten einige Gründungsmitglieder des späteren Plattenlabels ZTT Records und der Band The Art of Noise zusammen. Mit dem Konzeptalbum verarbeitete Sänger Martin Fry eine Trennung, was die häufig kritischen bis zynischen Texte deutlich machen.

## Entstehungsgeschichte
Nach der Veröffentlichung der Debütsingle Tears are not Enough im Oktober 1981 verließ Schlagzeuger David Robinson die Band und wurde durch David Palmer ersetzt. Die Band konnte mit Trevor Horn einen Produzenten für das Album gewinnen, der mit den Buggles den Hit Video Killed the Radio Star gehabt und mit der Band Dollar ein Konzept der Künstlichkeit entwickelt hatte. ABC schwebte etwas Ähnliches vor, eine übermenschliche Produktion, die Horn zunächst als Arroganz verstand. Horn nutzte für die Umsetzung dieses Konzeptes sein Team bestehend aus dem Toningenieur Gary Langan und der Arrangeurin und Keyboarderin Anne Dudley, mit denen er schon bei Dollar zusammengearbeitet hatte. Der Albumtitel The Lexicon of Love geht zurück auf eine Schlagzeile von Ian Penman im NME. Die Veröffentlichung der von Horn produzierten Singles Poison Arrow und The Look of Love (Part One), die sich beide in den britischen Top-Ten platzierten, wies den Weg für die Produktion. Die von Fry und White geschriebenen Songs wurden mit Synthesizern, u. a. einem Fairlight-Computer von Dudley orchestral arrangiert und mit Langans Unterstützung satt und hellklingend abgemischt. Das Album klingt nach einer teuren Produktion, obwohl nur vier der Stücke mit echten Streichern eingespielt wurden.
Auf die Frage, was Martin Fry beim Abhören der von Steven Wilson neu überarbeiteten 2023 veröffentlichten 40th anniversary blu-ray audio gedacht habe antwortete er: “... it was crystal clear, it was like being inside the recording session. Yeah. And I swear, he played it through in its entirety, and heard things I can’t recall hearing, like some guitar parts. ‘Tears Are Not Enough’ was a real eye-opener, it was incredible. Some of Mark White’s guitar parts were incredible.”
1996 wurde eine digital remasterte Version veröffentlicht, die neben den Titeln der Originalausgabe eine Demoversion von Tears are not Enough, vier Remixe, eine Liveversion von The Look of Love und das Thema des Kurzfilms Man Trap, das die Band vorstellt, enthält. Eine Wiederveröffentlichung des Originalalbums aus dem Jahre 1998 enthält lediglich Theme Form Man Trap als zusätzliches Stück. Die Deluxe-Edition von 2004 enthält auf zwei CDs neben dem Originalalbum die Originalversionen der Singles, mehrere Demoversionen und zahlreiche Liveaufnahmen eines Konzertes im Hammersmith Odeon vom November 1982.
2023 erschien eine Re-issue in diesen 5.1 Surround-Formaten:

- Dolby Atmos Mix (uncompressed),

- DTS-HD Master Audio 5.1 mix (96k/24bit),
 
Zudem enthalten: ein neuer Stereo Re-Mix in hi-res (96k/24bit), ein instrumentaler Stereo Remix in hi-res (96k/24bit) und der 1982 Stereo Mix in hi-res (96k/24bit)

## Titelliste
1. Show Me – 4:02
2. Poison Arrow – 3:24
3. Many Happy Returns – 3:56
4. Tears Are not Enough – 3:31
5. Valentine’s Day – 3:42
6. The Look of Love (Part One) – 3:26
7. Date Stamp – 3:51
8. All of My Heart – 5:12
9. 4 Ever 2 Gether – 5:30
10. The Look of Love (Part Four) – 1:02

## Rezeption
William Ruhlmann von allmusic vergibt 5 von 5 Sternen und einen Pick. Sein Urteil: Die meisten Songs auf dem Album sind „Tanzflächen-Epen“, die „es verdient hatten, Hitsingles zu werden“. Rob Webb von BBC Music urteilt: „geistreich, lyrisch und sehr, sehr funky“. Er sieht das Album als „eine Landmarke im britischen Pop“. David Medsker von popmatters meint, es sei das Popalbum des Jahres 1982 schlechthin.

## Kommerzieller Erfolg

### Chartplatzierungen

#### Alben
Das Album erreichte in Großbritannien Platz 1 und in den Vereinigten Staaten Platz 24.
| ChartsChartplatzierungen       | Höchstplatzierung | Wochen |
| ------------------------------ | ----------------- | ------ |
| Deutschland (GfK)              | 23 (19 Wo.)       | 19     |
| Vereinigte Staaten (Billboard) | 24 (39 Wo.)       | 39     |
| Vereinigtes Königreich (OCC)   | 1 (51 Wo.)        | 51     |

#### Singles
Aus dem Album wurden vier Singles ausgekoppelt: Tears are not Enough, All of my Heart, Poison Arrow und The Look of Love (Part One). Alle vier konnten sich in der oberen Hälfte der britischen Top 40 platzieren, die beiden letzteren erreichten in den Billboard Hot 100 Platz 25 und Platz 14 und konnten sich in den deutschen Singlecharts platzieren.
| Jahr | Titel                | Höchstplatzierung, Gesamtwochen, AuszeichnungChartplatzierungen (Jahr, Titel, , Platzierungen, Wochen, Auszeichnungen, Anmerkungen) | Höchstplatzierung, Gesamtwochen, AuszeichnungChartplatzierungen (Jahr, Titel, , Platzierungen, Wochen, Auszeichnungen, Anmerkungen) | Höchstplatzierung, Gesamtwochen, AuszeichnungChartplatzierungen (Jahr, Titel, , Platzierungen, Wochen, Auszeichnungen, Anmerkungen) | Anmerkungen                            |
| Jahr | Titel                | DE | UK | US | Anmerkungen                            |
| ---- | -------------------- | --- | --- | --- | -------------------------------------- |
| 1981 | Tears Are Not Enough | — | UK19 (8 Wo.)UK | — | Erstveröffentlichung: 16. Oktober 1981 |
| 1982 | Poison Arrow         | — | UK6 Silber · (11 Wo.)UK | US25 (15 Wo.)US | Erstveröffentlichung: 5. Februar 1982  |
| 1982 | The Look of Love     | DE36 (15 Wo.)DE | UK4 Gold · (14 Wo.)UK | US18 (25 Wo.)US | Erstveröffentlichung: 3. Mai 1982      |
| 1982 | All of My Heart      | DE67 (4 Wo.)DE | UK5 (8 Wo.)UK | — | Erstveröffentlichung: 22. August 1982  |

### Auszeichnungen für Musikverkäufe
| Land/Region                  | Auszeichnungen für Musikverkäufe (Land/Region, Auszeichnung, Verkäufe) | Verkäufe |
| ---------------------------- | ---------------------------------------------------------------------- | -------- |
| Australien (ARIA)            | Gold                                                                   | 20.000   |
| Finnland (IFPI)              | Gold                                                                   | 48.000   |
| Kanada (MC)                  | Platin                                                                 | 100.000  |
| Neuseeland (RMNZ)            | Platin                                                                 | 20.000   |
| Vereinigte Staaten (RIAA)    | Gold                                                                   | 500.000  |
| Vereinigtes Königreich (BPI) | Platin                                                                 | 300.000  |
| Insgesamt                    | 3× Gold · 3× Platin ·                                                  | 988.000  |